# Anna Heilman
Anna Wajcblum
Pour les articles homonymes, voir Heilman et Wajcblum.
Anna Heilman, née Anna Wajcblum le 1er décembre 1928 à Varsovie et morte le 1er mai 2011 à Ottawa, est une prisonnière d'Auschwitz qui a participé à un complot de la résistance interne au camp, pour en détruire les fours crématoires.

## Biographie

### Jeunesse
Anna Wajcblum, appelée par certaines sources Hanka ou Chana Weissman, est née le 1er décembre 1928 dans une famille de la classe moyenne à Varsovie, en Pologne. De confession juive, ses parents, Jakub Wajcblum et  Rebeka Jaglom, sont tous les deux sourds. Elle a deux sœurs aînées, Sabina et Estusia. Jakub, le père, est né en 1887 à Varsovie où il possède une usine qui emploie des travailleurs sourds pour fabriquer des objets artisanaux en bois. Il expose les pièces de l'usine à l'Exposition universelle de 1937 à Paris et en 1939 à l'Exposition universelle de New York. Sa mère, Rebeka, est née en 1898 à Pruzany, en Pologne, dans une famille aisée.

### Ghetto de Varsovie
Anna, Estusia et leurs parents vivent dans une zone qui devient une partie du ghetto de Varsovie. Ils habitent au 38, rue Mila, juste en bas de la rue où se tient le siège de la ŻOB (Żydowska Organizacja Bojowa, l'Organisation juive de combat), dirigée par Mordecai Anielewicz. Sa sœur aînée, Sabina, réussit à voyager avant l'invasion allemande, avec son ancien tuteur et futur mari, Mietek, résidant d'abord en Union soviétique puis en Suède.
Anna Wajcblum fait partie du mouvement de jeunesse Hashomer Hatzair. Au début du soulèvement du ghetto de Varsovie, elle ne sait pas si elle doit se battre ou rester avec ses parents ; elle choisit finalement de rester avec ses parents. En mai 1943, Anna, Estusia et leurs parents sont déportés du ghetto de Varsovie vers le camp de concentration de Majdanek. Les deux parents sont immédiatement assassinés. Estusia et Anna sont transférées au camp d'Auschwitz en septembre 1943.

### Camp d'Auschwitz et résistance
Anna Heilman affirme qu'elle est la première à avoir eu l'idée de faire passer la poudre en contrebande au Sonderkommando. Elle écrit : « De cette amitié ont émergé des idées de résistance. Je ne peux pas vous dire qui l'a initié. L'idée était que pouvons-nous faire, chacun de nous, pour résister ? J'ai pensé : « Vous travaillez dans le Pulverraum. Et si on prenait de la poudre à canon ? » Nous avons commencé à parler de l'idée. La poudre était à notre portée. Nous avons pensé : « Nous pouvons l'utiliser ! » L'un de nous savait que le Sonderkommando préparait la résistance. Nous avons dit : « Donnons-leur de la poudre à canon ! » ».
Elle participe ainsi à un complot pour faire sauter les fours crématoires. Elle, sa sœur Estusia et d'autres femmes font sortir de la poudre à canon de l'usine de munitions Union. Elles se la transmettent l'une à l'autre jusqu'à ce que la poudre atteigne le Sonderkommando. Les femmes impliquées dans cette chaîne de poudre à canon comptent Roza Robota (qui a un contact direct avec les hommes du Sonderkommando), Ala Gertner, Regina Safirsztajn, Rose Grunapfel Meth, Hadassa Zlotnicka, Marta Bindiger, Genia Fischer, Inge Frank, Ilse et Antichka.
Elles trouvent des stratagèmes pour cacher la poudre. Elles utilisent des poches fabriquées à l'intérieur de leurs robes, des nœuds dans leurs foulards et parfois même de la poudre sous leurs ongles. Elles sont régulièrement fouillées. Lorsqu'elles voient de loin qu'elles risquent d'être fouillées, elles laissent tomber la poudre sur le sol et la mélangent à la terre pour qu'elle ne soit pas vue. Elles fabriquent aussi des « grenades » en remplissant des boîtes de cirage.
La révolte éclate le 7 octobre 1944. Elle est rapidement maîtrisée, et tous les membres du Sonderkommando sont tués, mais ils ont réussi à endommager gravement le crématorium IV avec leurs bombes artisanales.
L'enquête remonte à Roza Robota, Regina Stafirstajn, Ala Gertner et sa sœur Estusia, peut-être trahie par Ala Gertner qui déclare à un officier SS qu'elle s'est liée d'amitié avec des membres du complot. Les quatre femmes sont emmenées dans le « Bunker » à l'intérieur du camp principal, et y sont torturées pendant plusieurs semaines. Elles ne donnent pas le nom d'Anna. Elles ne livrent que les noms des membres du Sonderkommando qui sont déjà morts.
Estusia, Regina, Ala et Roza sont exécutées par pendaison le 5 janvier 1945, deux semaines seulement avant que l'Armée rouge soviétique n'atteigne Auschwitz. L'ensemble des femmes du camp sont obligées d'assister au supplice.
Auschwitz est évacué brutalement le 18 janvier 1945, pendant que l'Armée rouge poursuit sa progression en Allemagne. Anna fait partie de la marche forcée vers Ravensbrück où elle reste jusqu'en février 1945, puis à Neustadt-Glewe. Le camp est libéré par les troupes soviétiques le 2 mai 1945.

### Après la guerre
Après un bref séjour en Belgique, Anna Wajcblum émigre en mai 1946 en Palestine sous mandat britannique. Elle y retrouve sa sœur Sabina, rencontre sa famille élargie et termine ses études secondaires. Elle épouse le 7 mars 1947 Joshua Heilman, qui avait quitté la Pologne pour la Palestine mandataire une semaine avant le déclenchement de la Seconde Guerre mondiale, afin de poursuivre ses études universitaires. Toute sa famille a été assassinée pendant la guerre, à l'exception de sa sœur cadette, Rose, internée à Auschwitz et survivante.
Une fois en Israël, Anna Heilman obtient un diplôme de travailleuse sociale ; elle a deux filles avec Joshua. Joshua déménage aux États-Unis pour y être professeur d'hébreu. La famille le rejoint à Boston en 1958. Puis, en 1960, la famille émigre à Ottawa, au Canada, pour que Joshua puisse devenir directeur d'une école juive. Anna Heilman travaille avec la Société d'aide à l'enfance à Ottawa comme travailleuse sociale bilingue (anglais-français). Elle devient superviseure de l'unité anglo-française. Elle prend sa retraite en 1990 et meurt en 2005.
Anne Heilman a mis longtemps à écrire ses mémoires. En 1991, après une cérémonie à Yad Vashem pour dédier un mémorial à Estusia, Regina, Ala et Roza, Anna révèle à son gendre, Sheldon Schwartz, qu'elle a tenu un journal à Auschwitz. Il a été confisqué et détruit lors d'une perquisition ; mais elle l'a réécrit de mémoire, en polonais, quand elle se trouvait dans un camp de personnes déplacées en 1945. Sheldon Schwartz persuade Anna Heilman de traduire le journal en anglais ; ils y travaillent ensemble pendant 10 ans et ses mémoires, Never Far Away : The Auschwitz Chronicles of Anna Heilman, sont publiées en 2001. Le livre remporte le Prix du livre de la Ville d'Ottawa en 2002.

## Notoriété
Anna Heilman est l'une des personnalités présentées dans les Unlikely Heroes (Héros improbables), un film de 2003 sur la résistance juive pendant la Seconde Guerre mondiale. Elle figure aussi parmi les cinquante résistantes présentées dans le livre de Stephan D. Yada-Mc Neal sur les femmes résistantes.

## Ouvrages
- (en) Anna Heilman et Sheldon Schwartz, Never far away : the Auschwitz chronicles of Anna Heilman, Calgary, Alta, University of Calgary Press, 2001, 159 p. (ISBN 978-1-552-38040-6, OCLC 722814732, lire en ligne)